# خوئیه‌آلپورن
خوئیه‌آلپورن (به لاتین: Chüealphorn) یک کوه در سوئیس است که در کانتون گراوبوندن واقع شده‌است. خوئیه‌آلپورن ۳٬۰۷۸ متر بالاتر از سطح دریا واقع شده‌است.